# Don't look back!
「Don't look back!」（ドント・ルック・バック）は、日本の女性アイドルグループ・NMB48の楽曲。作詞は秋元康、作曲はCarlos K.が担当した。2015年3月31日に、NMB48の11作目のシングルとしてよしもとアール・アンド・シー（laugh out loud! records）から発売された。楽曲のセンターポジションは山田菜々で、この曲をもって、NMB48卒業前最後のシングル表題楽曲参加となった。

## 背景とリリース
前作「らしくない」から約4か月半ぶりのリリースで、2015年のシングル第1弾。
本作は、CDが多数発売される水曜日ではなく、火曜日に発売された。
通常盤Type-A、通常盤Type-B、通常盤Type-C、限定盤Type-A、限定盤Type-B、限定盤Type-C、劇場盤の7形態でのリリース。なお前作までと異なり、通常盤と限定盤でCDの2曲目が異なるほか、DVDの収録内容も異なる。限定盤のDVDにはミュージックビデオではなく、2014年10月14日から16日までグランキューブ大阪で開催された「NMB48 4th Anniversary Live」が収録されている。CDの封入特典として、これも限定盤のみだった前作とは異なり、通常盤と限定盤両方の計6形態に、イベント参加券およびランダムの生写真1枚（Type-Aは全21種類、Type-Bは全22種類、Type-Cは全19種類）が付く。
ミュージックコネクティングカードの発売も予定されていたが、諸事情により中止となった。
シングルの発売は、2015年1月23日に開催されたAKB48 リクエストアワーセットリストベスト1035 2015 3日目公演において、SKE48の17thシングル「コケティッシュ渋滞中」と同日発売である旨とともに発表された。AKB48の姉妹グループ同士がシングルを同日発売するのは初めての出来事となった。
同日発売についてメンバーはそれぞれ、複雑な思いをコメントしている。山田菜々は「お互いがベストで臨んだ状態で、なおかつNMB48が1位だったら嬉しい」とコメント、山本彩は取材へのコメントで「1位を取れたら嬉しいですし、取れなくても自分達としてはステキな作品が残ったなと思えると思います」としたほか、テレビ番組において「一番キレイな形としては同率1位」と述べている。渡辺美優紀は取材へのコメントで「両方のグループとも勝ちたいという気持ちもあると思うのですが、…（略）…この機会に48グループがもっともっと盛り上がればいいなと思います」と述べている。
山田菜々は、シングル表題曲としては自身初の単独センターポジションを務める。
「Don't look back!」を歌う選抜メンバーは、過去最多の23人。太田夢莉、日下このみ、須藤凜々花が初選抜。一方、前作「らしくない」の選抜からは木下百花と、同日発売されるSKE48の17thシングルに選抜メンバーとして参加する高柳明音が外れた。
シングル以外の楽曲の選抜メンバーとしては、直近の「パンキッシュ」（AKB48のシングル「Green Flash」に収録）から16人全員が継続して参加し、そこに柏木由紀、門脇佳奈子、久代梨奈、西村愛華の4人が選抜に復帰したかたちとなる。太田夢莉は、当初10作目のシングルとして発売される予定だった「イビサガール」の選抜メンバーに選出されていたが、のちにセカンドアルバムのリード曲に変更されたため今回が初選抜。
選抜メンバーの人選などは、劇場での公演やコンサートなどで公表されることが多いが、当楽曲は2015年2月13日にテレビ朝日の音楽番組『ミュージックステーション』にて披露されたとき初めて選抜メンバーの構成やセンターポジションが山田菜々であることがファンの知るところとなった。
カップリングは6曲。前作に続いてチーム曲が制作され、チームNの「恋愛ペテン師」がType-A、チームMの「ハート、叫ぶ。」がType-B、チームBIIの「ロマンティックスノー」がType-Cにそれぞれ収録。高柳明音はこのチーム曲にも参加していない。また、前年8月のアルバム『世界の中心は大阪や 〜なんば自治区〜』以来となる「難波鉄砲隊其之六」が結成され、限定盤3種に収録の「ニーチェ先輩」を歌うほか、1期生16人のユニットが通常盤に収録の「卒業旅行」を歌う。さらにはType-Bにのみ、山田菜々が卒業に際してのメンバーへの感謝の気持ちを歌うソロ曲「みんな、大好き」が収録されている。

## 音楽性と批評
スピードと力強さを感じさせるダンス曲。卒業する山田菜々へのメッセージを意識した歌詞となっている一方、山田菜々のキャラクターとはギャップがある「かっこいいダンスナンバー」になっているという。山本彩はインタビューで、「私たちの"Don't look back!"（後ろを振り返るな!）という思いが、この曲とともに届けばいいなと思います」とコメントしている。

## プロモーション
リリース記念として、以下のイベントが企画された。
- 発売記念イベント「11th「Don’t look back!」発売記念!! 大阪城ホールだョ!全員集合」 : 3月31日（リリース当日）に大阪市の大阪城ホールにて、通常盤・限定盤封入のイベント参加券を入場券とした4部に分けてのライブ[13][14]。
- ミニ握手会 : 3月21日・22日、大阪府内5会場にて、シングル発売前後の卒業予定の3名が参加してのシングル即売会を兼ねた握手会[15]。
- 劇場盤記念イベント : 4月から8月にかけて、大阪市（インテックス大阪）で4回、横浜市（パシフィコ横浜）で4回、名古屋市（ポートメッセなごや）で1回、計9回の個別握手会。また、大阪市（インテックス大阪）、横浜市（パシフィコ横浜）、東京都（東京ビッグサイト）、名古屋市（ポートメッセなごや）でそれぞれ1回、計4回の「なんば式写メ会」[16]。

『有吉AKB共和国』（TBS、3月23日）、『音楽の時間 〜MUSIC HOUR〜』（フジテレビ、3月27日）、『AKBINGO!』（日本テレビ、3月31日）など複数のテレビ番組に、同日にシングルを発売するSKE48と同時出演してプロモーションを行った。

## アートワーク
| Type-A（通常盤） | 太田夢莉、柏木由紀、加藤夕夏、小谷里歩、上西恵、須藤凜々花、西村愛華、山田菜々、山本彩、吉田朱里 |
| Type-A（限定盤） | 太田夢莉、柏木由紀、須藤凜々花、山田菜々、山本彩                                                 |
| Type-B（通常盤） | 久代梨奈、白間美瑠、谷川愛梨、藤江れいな、村瀬紗英、矢倉楓子、山田菜々                           |
| Type-B（限定盤） | 白間美瑠、藤江れいな、矢倉楓子、山田菜々                                                         |
| Type-C（通常盤） | 市川美織、梅田彩佳、門脇佳奈子、日下このみ、渋谷凪咲、薮下柊、山田菜々、渡辺美優紀               |
| Type-C（限定盤） | 渋谷凪咲、薮下柊、山田菜々、渡辺美優紀                                                           |
| 劇場盤           | 山田菜々、山本彩、渡辺美優紀                                                                     |

## チャート成績
「Don't look back!」のシングルCDは、2015年4月13日付オリコン週間シングルチャートにおいて初登場で2位にランクインした。初登場2位にランクインするのは｢ナギイチ｣以来約2年ぶりとなる。前述のとおり同時発売の「コケティッシュ渋滞中」が1位となり、本作はこれに次ぐ結果となった。初動売上は約44万7000枚であった。なお、2位の売り上げが40万枚を超えたのは2000年12月のモーニング娘。の「恋愛レボリューション21」以来約14年3か月振り。Smartザテレビジョンの記事では、本作の初動売上について「違う週であればダントツ1位になっていたであろう数字で、本当に相手が悪かったとしか言いようがないセールス」と述べられている。
2015年3月月間でも44万7000枚を売り上げ、約53万8000枚で3位の乃木坂46「命は美しい」に次いで、同月間チャート4位にランクインした。
Billboard JAPANのチャートにおいては、2015年4月13日付のHot 100で1位にランクインし、「コケティッシュ渋滞中」が2位だった。劇場盤を除く一般流通6種のみが計上されるHot Singles Salesでも初動売上約10万1000枚となり、1位にランクインした。ルックアップも1位となったほか、ツイート4位は同曲と並んだが、エアプレイ38位、ダウンロード24位の2指標では同曲を下回っている。
サウンドスキャンジャパンのチャートにおいては、2015年3月30日 - 4月5日調査分の週間CDソフト シングルランキング TOP20でType-A限定盤が推定売上枚数23,048枚の1位、Type-B限定盤が4位、Type-C限定盤が5位、またType-A通常盤が8位、Type-C通常盤が10位、Type-B通常盤が11位を記録した。一方で、「コケティッシュ渋滞中」の初回盤4種が2位・3位・6位・7位にランクインしている。

## ミュージックビデオ
ミュージック・ビデオは、おしゃれで格好いい仕上がりになっており、「NMB48っぽくない」感じになっているという。映像はモノクロで始まり、シーンが進むにつれて色付いてゆく演出が用いられている。
「青春のラップタイム」のMVには卒業または移籍したメンバーの太田里織菜、小笠原茉由（AKB48）、小柳有沙、篠原栞那、原みづき、肥川彩愛、福本愛菜、松田栞、森彩華が出演している。
撮影場所は下表の通り。
| 「Don't look back!」     | ディファ有明〔東京都江東区〕                                                                        |
| 「恋愛のペテン師」       | SOUL PLANET(TABLOIDメインホール「EMPIRE」)〔東京都港区〕                                            |
| 「ハート、叫ぶ。」       | 山梨県甲斐市〔撮影場所は不明〕                                                                      |
| 「ロマンティックスノー」 | 萌木の村、キープ協会、サンメドウズ清里スキー場〔すべて山梨県北杜市〕                                |
| 「青春のラップタイム」   | 桃山学院大学〔大阪府和泉市〕、大井ふ頭中央海浜陸上競技場〔東京都品川区〕、TERRANOVA〔東京都渋谷区〕 |
| 「友達」                 | 主な映像は『NMB48 Arena Tour 2015 〜遠くにいても〜 大阪城ホール公演』                               |

## ライブ・パフォーマンス
振り付けは、シングルとして「高嶺の林檎」以来2作ぶりに新垣寿子が担当した。これまでのNMB48の曲で最も難しい振り付けになっているとされる。レッスンでは全身を使い、アザが出来たり全身に筋肉痛がなったりしたという。また、サビ前には山田菜々と山本彩と渡辺美優紀がメンバーの背中に乗ってジャンプするというパフォーマンスのシーンがある。

## シングル収録トラック

### 通常盤 Type-A
| #         | タイトル                            | 作詞      | 作曲      | 編曲      | 時間  |
| --------- | ----------------------------------- | --------- | --------- | --------- | ----- |
| 1.        | 「Don't look back!」                | 秋元康    | Carlos K. | 武藤星児  | 4:24  |
| 2.        | 「卒業旅行」                        | 秋元康    | 島崎貴光  | 島崎貴光  | 4:51  |
| 3.        | 「恋愛ペテン師」(Team N)            | 秋元康    | 和田耕平  | 和田耕平  | 4:30  |
| 4.        | 「Don't look back! off vocal ver.」 |           | Carlos K. | 武藤星児  | 4:24  |
| 5.        | 「卒業旅行 off vocal ver.」         |           | 島崎貴光  | 島崎貴光  | 4:51  |
| 6.        | 「恋愛ペテン師 off vocal ver.」     |           | 和田耕平  | 和田耕平  | 4:29  |
| 合計時間: | 合計時間:                           | 合計時間: | 合計時間: | 合計時間: | 27:29 |

| #  | タイトル                                                        | 作詞 | 作曲・編曲 | 時間 |
| -- | --------------------------------------------------------------- | ---- | ---------- | ---- |
| 1. | 「Don't look back!（ミュージックビデオ）」                      |      |            | 5:26 |
| 2. | 「Don't look back!（ミュージックビデオ ダンシングバージョン）」 |      |            | 4:25 |
| 3. | 「恋愛ペテン師（ミュージックビデオ）」                          |      |            | 4:33 |
| 4. | 「青春のラップタイム（ミュージックビデオ）」                    |      |            |      |

### 限定盤 Type-A
| #         | タイトル                            | 作詞      | 作曲       | 編曲       | 時間  |
| --------- | ----------------------------------- | --------- | ---------- | ---------- | ----- |
| 1.        | 「Don't look back!」                | 秋元康    | Carlos K.  | 武藤星児   | 4:24  |
| 2.        | 「ニーチェ先輩」(難波鉄砲隊其之六)  | 秋元康    | 片桐周太郎 | 片桐周太郎 | 4:15  |
| 3.        | 「恋愛ペテン師」(Team N)            | 秋元康    | 和田耕平   | 和田耕平   | 4:30  |
| 4.        | 「Don't look back! off vocal ver.」 |           | Carlos K.  | 武藤星児   | 4:24  |
| 5.        | 「ニーチェ先輩 off vocal ver.」     |           | 片桐周太郎 | 片桐周太郎 | 4:15  |
| 6.        | 「恋愛ペテン師 off vocal ver.」     |           | 和田耕平   | 和田耕平   | 4:29  |
| 合計時間: | 合計時間:                           | 合計時間: | 合計時間:  | 合計時間:  | 26:17 |

| #  | タイトル                                                                         | 作詞 | 作曲・編曲 |
| -- | -------------------------------------------------------------------------------- | ---- | ---------- |
| 1. | 「NMB48 4th Anniversary Live @グランキューブ大阪メインホール（2014年10月14日）」 |      |            |

### 通常盤 Type-B
| #         | タイトル                            | 作詞      | 作曲         | 編曲           | 時間  |
| --------- | ----------------------------------- | --------- | ------------ | -------------- | ----- |
| 1.        | 「Don't look back!」                | 秋元康    | Carlos K.    | 武藤星児       | 4:24  |
| 2.        | 「卒業旅行」                        | 秋元康    | 島崎貴光     | 島崎貴光       | 4:51  |
| 3.        | 「ハート、叫ぶ。」(Team M)          | 秋元康    | 藤本貴則     | 野中“まさ”雄一 | 3:55  |
| 4.        | 「みんな、大好き」(山田菜々)        | 秋元康    | 井上トモノリ | 久下真音       | 4:52  |
| 5.        | 「Don't look back! off vocal ver.」 |           | Carlos K.    | 武藤星児       | 4:24  |
| 6.        | 「卒業旅行 off vocal ver.」         |           | 島崎貴光     | 島崎貴光       | 4:51  |
| 7.        | 「ハート、叫ぶ。 off vocal ver.」   |           | 藤本貴則     | 野中“まさ”雄一 | 3:55  |
| 8.        | 「みんな、大好き off vocal ver.」   |           | 井上トモノリ | 久下真音       | 4:51  |
| 合計時間: | 合計時間:                           | 合計時間: | 合計時間:    | 合計時間:      | 36:03 |

| #  | タイトル                                                        | 作詞 | 作曲・編曲 | 時間 |
| -- | --------------------------------------------------------------- | ---- | ---------- | ---- |
| 1. | 「Don't look back!（ミュージックビデオ）」                      |      |            | 5:26 |
| 2. | 「Don't look back!（ミュージックビデオ ダンシングバージョン）」 |      |            | 4:25 |
| 3. | 「ハート、叫ぶ。（ミュージックビデオ）」                        |      |            | 4:44 |
| 4. | 「友達（ライブミュージックビデオ）」                            |      |            |      |

### 限定盤 Type-B
| #         | タイトル                            | 作詞      | 作曲         | 編曲           | 時間  |
| --------- | ----------------------------------- | --------- | ------------ | -------------- | ----- |
| 1.        | 「Don't look back!」                | 秋元康    | Carlos K.    | 武藤星児       | 4:24  |
| 2.        | 「ニーチェ先輩」(難波鉄砲隊其之六)  | 秋元康    | 片桐周太郎   | 片桐周太郎     | 4:15  |
| 3.        | 「ハート、叫ぶ。」(Team M)          | 秋元康    | 藤本貴則     | 野中“まさ”雄一 | 3:55  |
| 4.        | 「みんな、大好き」(山田菜々)        | 秋元康    | 井上トモノリ | 久下真音       | 4:52  |
| 5.        | 「Don't look back! off vocal ver.」 |           | Carlos K.    | 武藤星児       | 4:24  |
| 6.        | 「ニーチェ先輩 off vocal ver.」     |           | 片桐周太郎   | 片桐周太郎     | 4:15  |
| 7.        | 「ハート、叫ぶ。 off vocal ver.」   |           | 藤本貴則     | 野中“まさ”雄一 | 3:55  |
| 8.        | 「みんな、大好き off vocal ver.」   |           | 井上トモノリ | 久下真音       | 4:51  |
| 合計時間: | 合計時間:                           | 合計時間: | 合計時間:    | 合計時間:      | 34:51 |

| #  | タイトル                                                                         | 作詞 | 作曲・編曲 |
| -- | -------------------------------------------------------------------------------- | ---- | ---------- |
| 1. | 「NMB48 4th Anniversary Live @グランキューブ大阪メインホール（2014年10月15日）」 |      |            |

### 通常盤 Type-C
| #         | タイトル                                | 作詞      | 作曲         | 編曲      | 時間  |
| --------- | --------------------------------------- | --------- | ------------ | --------- | ----- |
| 1.        | 「Don't look back!」                    | 秋元康    | Carlos K.    | 武藤星児  | 4:24  |
| 2.        | 「卒業旅行」                            | 秋元康    | 島崎貴光     | 島崎貴光  | 4:51  |
| 3.        | 「ロマンティックスノー」(Team BII)      | 秋元康    | うちやえゆか | 若田部誠  | 4:21  |
| 4.        | 「Don't look back! off vocal ver.」     |           | Carlos K.    | 武藤星児  | 4:24  |
| 5.        | 「卒業旅行 off vocal ver.」             |           | 島崎貴光     | 島崎貴光  | 4:51  |
| 6.        | 「ロマンティックスノー off vocal ver.」 |           | うちやえゆか | 若田部誠  | 4:20  |
| 合計時間: | 合計時間:                               | 合計時間: | 合計時間:    | 合計時間: | 27:11 |

| #  | タイトル                                                        | 作詞 | 作曲・編曲 | 時間 |
| -- | --------------------------------------------------------------- | ---- | ---------- | ---- |
| 1. | 「Don't look back!（ミュージックビデオ）」                      |      |            | 5:26 |
| 2. | 「Don't look back!（ミュージックビデオ ダンシングバージョン）」 |      |            | 4:25 |
| 3. | 「ロマンティックスノー（ミュージックビデオ）」                  |      |            | 4:16 |
| 4. | 「特典映像 NMB48 feat.吉本新喜劇 Vol.11」                       |      |            |      |

### 限定盤 Type-C
| #         | タイトル                                | 作詞      | 作曲         | 編曲       | 時間  |
| --------- | --------------------------------------- | --------- | ------------ | ---------- | ----- |
| 1.        | 「Don't look back!」                    | 秋元康    | Carlos K.    | 武藤星児   | 4:24  |
| 2.        | 「ニーチェ先輩」(難波鉄砲隊其之六)      | 秋元康    | 片桐周太郎   | 片桐周太郎 | 4:14  |
| 3.        | 「ロマンティックスノー」(Team BII)      | 秋元康    | うちやえゆか | 若田部誠   | 4:21  |
| 4.        | 「Don't look back! off vocal ver.」     |           | Carlos K.    | 武藤星児   | 4:24  |
| 5.        | 「ニーチェ先輩 off vocal ver.」         |           | 片桐周太郎   | 片桐周太郎 | 4:14  |
| 6.        | 「ロマンティックスノー off vocal ver.」 |           | うちやえゆか | 若田部誠   | 4:20  |
| 合計時間: | 合計時間:                               | 合計時間: | 合計時間:    | 合計時間:  | 25:57 |

| #  | タイトル                                                                         | 作詞 | 作曲・編曲 |
| -- | -------------------------------------------------------------------------------- | ---- | ---------- |
| 1. | 「NMB48 4th Anniversary Live @グランキューブ大阪メインホール（2014年10月16日）」 |      |            |

### 劇場盤
| #         | タイトル                            | 作詞      | 作曲       | 編曲       | 時間  |
| --------- | ----------------------------------- | --------- | ---------- | ---------- | ----- |
| 1.        | 「Don't look back!」                | 秋元康    | Carlos K.  | 武藤星児   | 4:24  |
| 2.        | 「卒業旅行」                        | 秋元康    | 島崎貴光   | 島崎貴光   | 4:51  |
| 3.        | 「ニーチェ先輩」(難波鉄砲隊其之六)  | 秋元康    | 片桐周太郎 | 片桐周太郎 | 4:15  |
| 4.        | 「Don't look back! off vocal ver.」 |           | Carlos K.  | 武藤星児   | 4:24  |
| 5.        | 「卒業旅行 off vocal ver.」         |           | 島崎貴光   | 島崎貴光   | 4:51  |
| 6.        | 「ニーチェ先輩 off vocal ver.」     |           | 片桐周太郎 | 片桐周太郎 | 4:15  |
| 合計時間: | 合計時間:                           | 合計時間: | 合計時間:  | 合計時間:  | 27:00 |

## 選抜メンバー
- 市川美織
- 梅田彩佳
- 太田夢莉
- 柏木由紀
- 加藤夕夏
- 門脇佳奈子
- 日下このみ
- 久代梨奈
- 小谷里歩
- 渋谷凪咲
- 上西恵
- 白間美瑠
- 須藤凜々花
- 谷川愛梨
- 西村愛華
- 藤江れいな
- 村瀬紗英
- 矢倉楓子
- 薮下柊
- 山田菜々
- 山本彩
- 吉田朱里
- 渡辺美優紀